# Insulină regular
Insulina regular sau insulina neutră (cu denumirea comercială Actrapid) este o insulină umană cu durată scurtă de acțiune, fiind utilizată în tratamentul diabetului zaharat. Căile de administrare disponibile sunt subcutanată, intravenoasă și intramusculară.
Se află pe lista medicamentelor esențiale ale Organizației Mondiale a Sănătății. Este disponibilă sub formă de medicament generic.

## Utilizări medicale
Insulina regular este utilizată în tratamentul diabetului zaharat de tip 1, diabetului zaharat de tip 2 (non-insulino-dependent) sau a diabetului gestațional, în tratament de lungă durată. Este tratamentul de primă intenție pentru urgențe medicale, precum: cetoacidoza diabetică și coma hiperglicemică hipersomolară.

## Reacții adverse
Toate insulinele și analogii de insulină injectabilă pot produce hipoglicemie și reacții la locul injectării (durere, edeme, lipodistrofie).